# Umm al-Fahm
Umm al-Fahm (en àrab, أمّ الفحم; en hebreu, אום אל-פחם) és una ciutat del districte de Haifa d'Israel. Segons l'Oficina Central d'Estadística d'Israel (OCE), pràcticament tota la població de la ciutat és d'origen àrab israelià. Umm al-Fahm és el centre social, cultural i econòmic de la major part dels residents al triangle de Galilea.

## Història
Umm al-Fahm (que en àrab significa "mare del carbó") fou fundada el 1265, segons l'historiador Al-Maqrizi. El poblat estava envoltat de boscs, dels quals s'extreien les matèries primeres per a fer carbó vegetal. Als voltants del municipi es poden trobar restes arqueològiques de l'edat de ferro, dels grecs, dels romans i de l'època musulmana. El 1948 hi havia uns 4.500 habitants, la majoria dels quals eren pagesos, i des d'aleshores la població ha crescut constantment. El 1960 Umm al-Fahm obtingué l'estatus de consell local i el 1984 el de ciutat.

## Mur de Palestina
La ciutat es troba molt propera a la frontera amb Cisjordània i amb el mur de Palestina. Abans que en comencés la construcció, molts dels habitants de poblacions a la banda palestina de la línia verda treballaven o tenien familiars a Umm al-Fahm. Actualment, per a arribar a la ciutat han de passar per Jerusalem.
Umm al-Fahm fou escenari de les protestes de 2002 contra el mur de Palestina i, el 2006, contra la guerra entre Hesbol·là i Israel.